# TV Monument
TV Monument (voorheen Moment voor een Televisiemonument, ook bekend als Best24 Portretten) is een programma waarbij telkens een complete aflevering wordt gewijd aan een bekende Nederlander of televisieprogramma.
Deze afleveringen, tot zijn overlijden op 14 december 2022 gepresenteerd door Han Peekel, werden meestal gemaakt naar aanleiding van een belangrijke gebeurtenis (jubileum of overlijden). In de meeste afleveringen besprak tv-chroniqueur Peekel de carrières van grote televisiepersoonlijkheden zoals cabaretiers, presentatoren en acteurs, voornamelijk in interviews met ze.
De uitzendingen werden sinds 2019 voornamelijk geproduceerd in opdracht van Omroep MAX en uitgezonden via NPO 1 Extra (voorheen Hilversum best/Best 24/NPO Best) en NPO 1 (voorheen Nederland 1). Vanaf 1 juni 2024 heeft  het programma  met presentatrice Dionne Stax een doorstart gemaakt met sinds 2025 Elles de Bruin. 

## Lijst met afleveringen
Dit programma had geen samenhang in seizoenen of opvolgende afleveringen.
Onderstaande lijst is niet volledig of correct; meerdere uitzendingen beleefden door de jaren heen hun eerste uitzending via NPO 1 Extra, waarna de 'reguliere' uitzenddatum op een open kanaal (zoals NPO 1) werd aangehouden als uitzenddatum. Ook zijn meerdere programma's in deze lijst opgenomen of overgeslagen die oorspronkelijk niet in het 'TV Monument'-format zijn geproduceerd, maar die wel later als TV Monument gezien werden (zoals bijvoorbeeld de portretten van Mies Bouwman en René Stokvis). Daarnaast zijn herhalingen of bijgewerkte uitzendingen niet meegenomen in het overzicht.
| no. | Uitzenddatum      | Onderwerp                                           | Omroep      |
| --- | ----------------- | --------------------------------------------------- | ----------- |
| 1   | 16 juli 2009      | Jos Brink                                           | NCRV        |
| 2   | 17 juli 2009      | Willeke Alberti                                     | NCRV        |
| 3   | 21 juli 2009      | Willem Nijholt                                      | NCRV        |
| 4   | 23 juli 2009      | Paul van Vliet                                      | NCRV        |
| 5   | 2 januari 2010    | Piet Römer                                          | VARA        |
| 6   | 2 januari 2010    | Leen Jongewaard                                     | VARA        |
| 7   | 18 september 2010 | Hetty Blok                                          | VARA        |
| 8   | 25 september 2010 | John Kraaijkamp sr.                                 | NCRV        |
| 9   | 6 oktober 2010    | Joost Prinsen                                       | NTR         |
| 10  | 11 december 2010  | Wieteke van Dort                                    | NCRV        |
| 11  | 26 december 2010  | Ramses Shaffy                                       | AVRO        |
| 12  | 27 december 2010  | Rik Felderhof                                       | NCRV        |
| 13  | 29 december 2010  | Seth Gaaikema                                       | NCRV        |
| 14  | 30 december 2010  | Youp van 't Hek                                     | NCRV        |
| 15  | 31 december 2010  | Wim Kan                                             | NCRV        |
| 16  | 7 januari 2011    | Appie Baantjer                                      | NCRV        |
| 17  | 21 mei 2011       | Omroepsters                                         | NCRV        |
| 18  | 8 juni 2011       | Gert-Jan Dröge                                      | AVRO        |
| 19  | 11 juni 2011      | Herman van Veen                                     | VARA        |
| 20  | 25 juli 2011      | Ivo Niehe                                           | TROS        |
| 21  | 20 augustus 2011  | René Sleeswijk                                      | AVRO        |
| 22  | 1 oktober 2011    | Het jaar Nul, 60 jaar TV                            | NCRV        |
| 23  | 29 oktober 2011   | Kees Brusse                                         | AVRO        |
| 24  | 14 januari 2012   | Gerard Cox                                          | KRO         |
| 25  | 31 maart 2012     | Willem Ruis                                         | VARA        |
| 26  | 28 april 2012     | André van Duin                                      | TROS        |
| 27  | 24 juni 2012      | Farce Majeure                                       | NCRV        |
| 28  | 19 augustus 2012  | Koos Postema                                        | VARA        |
| 29  | 2 januari 2013    | Kopspijkers                                         | VARA        |
| 30  | 8 maart 2013      | Zeg ‘ns AAA                                         | VARA        |
| 31  | 6 april 2013      | Ook dat nog!                                        | KRO         |
| 32  | 9 juni 2013       | Liesbeth List                                       | AVRO        |
| 33  | 4 augustus 2013   | Kinderen voor Kinderen                              | VARA        |
| 34  | 11 augustus 2013  | Een avondje AVRO                                    | AVRO        |
| 35  | 2 november 2013   | 60 jaar Vlaamse TV                                  | NCRV        |
| 36  | 25 december 2013  | Adèle Bloemendaal                                   | NCRV        |
| 37  | 26 december 2013  | Kunt u mij de weg naar Hamelen vertellen, mijnheer? | KRO         |
| 38  | 27 december 2013  | Medisch Centrum West                                | TROS        |
| 39  | 8 maart 2014      | Wim Sonneveld                                       | KRO         |
| 40  | 29 maart 2014     | Op volle toeren                                     | TROS        |
| 41  | 25 mei 2014       | Paul Witteman                                       | VARA        |
| 42  | 2 januari 2015    | Paul de Leeuw                                       | VARA        |
| 43  | 4 januari 2015    | Ria Bremer                                          | AVROTROS    |
| 44  | 7 februari 2015   | John Lanting                                        | AVROTROS    |
| 45  | 27 april 2015     | Astrid Joosten                                      | VARA        |
| 46  | 11 mei 2015       | Toppop                                              | AVROTROS    |
| 47  | 7 november 2015   | Bob Rooyens                                         | AVROTROS    |
| 48  | 28 november 2015  | Joop van den Ende                                   | AVROTROS    |
| 49  | 5 december 2015   | Dieuwertje Blok                                     | KRO-NCRV    |
| 50  | 12 december 2015  | Pierre Kartner                                      | AVROTROS    |
| 51  | 19 december 2015  | Robert Long                                         | KRO-NCRV    |
| 52  | 28 december 2015  | Ivo de Wijs                                         | NCRV        |
| 53  | 29 december 2015  | De Römer Dynastie / De Familie Römer                | NCRV        |
| 54  | 29 december 2015  | Minjon                                              | NCRV        |
| 55  | 30 december 2015  | Harry Vermeegen en Henk Spaan                       | NCRV        |
| 56  | 30 december 2015  | Jeroen Pauw                                         | NCRV        |
| 57  | 31 december 2015  | Freek de Jonge                                      | KRO-NCRV    |
| 58  | 17 december 2016  | Toon Hermans                                        | VARA        |
| 59  | 24 december 2016  | De oergeschiedenis van het VARA cabaret deel 1      | VARA        |
| 60  | 31 december 2016  | De oergeschiedenis van het VARA cabaret deel 2      | VARA        |
| 61  | 10 juli 2017      | Herman Stok                                         | VARA        |
| 62  | 29 juli 2017      | Mart Smeets                                         | VARA        |
| 63  | 30 juli 2017      | Marc-Marie Huijbregts                               | VARA        |
| 64  | 2 december 2017   | Jeroen Krabbé                                       | BNNVARA     |
| 65  | 9 december 2017   | Tineke Schouten                                     | BNNVARA     |
| 66  | 24 december 2017  | VARA Drama (Deel 1)                                 | BNNVARA     |
| 67  | 24 december 2017  | Floortje Dessing                                    | BNNVARA     |
| 68  | 26 december 2017  | Youp van 't Hek                                     | BNNVARA     |
| 69  | 26 december 2017  | VARA Drama (Deel 2)                                 | BNNVARA     |
| 70  | 25 maart 2018     | Astrid Joosten                                      | BNNVARA     |
| 71  | 6 oktober 2018    | Guus Verstraete jr.                                 | BNNVARA     |
| 72  | 14 oktober 2018   | Georgina Verbaan                                    | BNNVARA     |
| 73  | 10 november 2018  | Cornelis Vreeswijk                                  | BNNVARA     |
| 74  | 1 december 2018   | Richard Groenendijk                                 | BNNVARA     |
| 75  | 23 december 2018  | Drs. P                                              | BNNVARA     |
| 76  | 26 december 2018  | VARA Kinderprogramma's Deel 1                       | BNNVARA     |
| 77  | 26 december 2018  | VARA Kinderprogramma's Deel 2                       | BNNVARA     |
| 78  | 6 januari 2019    | Ad van Liempt                                       | BNNVARA     |
| 79  | 18 april 2019     | The Passion                                         | EO/KRO-NCRV |
| 80  | 3 november 2019   | Alex Klaasen                                        | BNNVARA     |
| 81  | 9 november 2019   | Jörgen Raymann                                      | BNNVARA     |
| 82  | 9 november 2019   | Midas Dekkers                                       | BNNVARA     |
| 83  | 10 november 2019  | Radio en TV Muziek                                  | BNNVARA     |
| 83  | 16 november 2019  | Paul Haenen                                         | BNNVARA     |
| 84  | 23 november 2019  | Tineke de Nooij                                     | Omroep MAX  |
| 85  | 5 januari 2020    | Simone Kleinsma                                     | Omroep MAX  |
| 86  | 18 januari 2020   | Erik van Muiswinkel                                 | Omroep MAX  |
| 87  | 9 februari 2020   | Jort Kelder                                         | Omroep MAX  |
| 88  | 21 december 2020  | Marcel van Dam                                      | Omroep MAX  |
| 89  | 22 december 2020  | Jeroen van der Boom                                 | Omroep MAX  |
| 90  | 30 december 2020  | Humberto Tan                                        | Omroep MAX  |
| 91  | 3 januari 2021    | John de Mol                                         | Omroep MAX  |
| 92  | 9 januari 2021    | Jan Slagter                                         | Omroep MAX  |
| 93  | 6 februari 2021   | Ria Valk                                            | Omroep MAX  |
| 94  | 16 juli 2021      | Special: Peter R. de Vries                          | Omroep MAX  |
| 95  | 9 januari 2022    | Maarten van Rossem                                  | Omroep MAX  |
| 96  | 30 januari 2022   | Fidan Ekiz                                          | Omroep MAX  |
| 97  | 30 april 2022     | Dolf Brouwers/Sjef van Oekel                        | Omroep MAX  |
| 98  | 22 mei 2022       | Sanne Wallis de Vries                               | Omroep MAX  |
| 99  | 25 september 2022 | Jenny Arean                                         | Omroep MAX  |
| 100 | 15 oktober 2022   | Linda de Mol                                        | Omroep MAX  |
| 101 | 8 december 2022   | Harry de Winter (Via NPO 1 Extra)                   | Omroep MAX  |
| 102 | 11 december 2022  | Roué Verveer                                        | Omroep MAX  |
| 103 | 25 december 2022  | Special: Han Peekel                                 | Omroep MAX  |
| 104 | 26 december 2022  | Robert ten Brink                                    | Omroep MAX  |
| 105 | 26 december 2022  | Philip Freriks                                      | Omroep MAX  |
| 106 | 30 december 2022  | Carlo Boszhard & Irene Moors                        | Omroep MAX  |
| 107 | 1 juni 2024       | Bert van Leeuwen                                    | Omroep MAX  |
| 108 | 8 juni 2024       | Martine van Os                                      | Omroep MAX  |
| 109 | 8 juli 2024       | Dione de Graaff                                     | Omroep MAX  |
| 110 | 24 juli 2024      | Sinan Can                                           | Omroep MAX  |
| 111 | 25 juli 2024      | Karin Bloemen                                       | Omroep MAX  |
| 112 | 26 juli 2024      | Hans Kazàn                                          | Omroep MAX  |
| 113 | 24 augustus 2024  | Gerda Havertong                                     | Omroep MAX  |
| 114 | 31 augustus 2024  | Olga Commandeur                                     | Omroep MAX  |
| 115 | 10 januari 2025   | Gert Verhulst                                       | Omroep MAX  |
| 116 | 17 januari 2025   | Frits Lambrechts                                    | Omroep MAX  |
| 117 | 24 januari 2025   | Kefah Allush                                        | Omroep MAX  |
| 118 | 7 februari 2025   | Catherine Keyl                                      | Omroep MAX  |

## Spin-offs
De makers van TV Monument maakten in 2014 ook enkele afleveringen onder de naam Muziek Monument, over bekende Nederlandse artiesten. Na deze twee uitzendingen gingen portretten over artiesten, het feitelijke onderwerp van deze spin-off, over in de reguliere TV Monumenten.
| no. | Uitzenddatum  | Artiest       | Omroep |
| --- | ------------- | ------------- | ------ |
| 1   | 5 april 2014  | Rob de Nijs   | TROS   |
| 2   | 12 april 2014 | Corry Konings | TROS   |

Hierna verscheen in 2021 het vierluik 70 Jaar TV: Je Beste Vriend. Hierin werden interviews met meerdere personen uit het 70-jarige bestaan van de Nederlandse televisie afgewisseld met fragmenten. Het in juli 2021 opgenomen en in allerijl gemonteerde TV Monument rondom Peter R. de Vries ontstond in de basis uit het interview dat eigenlijk voor dit programma was opgenomen.
| no. | Uitzenddatum    | Thema                | Omroep     |
| --- | --------------- | -------------------- | ---------- |
| 1   | 2 oktober 2021  | De Trooster          | Omroep MAX |
| 2   | 6 oktober 2021  | De Onruststoker      | Omroep MAX |
| 3   | 13 oktober 2021 | De Verhalenverteller | Omroep MAX |
| 4   | 20 oktober 2021 | De Nar               | Omroep MAX |